# Fixateur (parfumerie)
En parfumerie, un fixateur est un composé utilisé pour égaliser les pressions de vapeur, donc les volatilités, des matières premières dans une huile de parfum, ainsi que pour augmenter la ténacité.
Les fixateurs naturels sont les gommes-résines (benjoin, labdanum, myrrhe, encens, storax, baume de Tolu) et les produits d'origine animale (ambre gris, castoréum, musc et civette). Parmi les fixateurs synthétiques, on trouve des composés à faible volatilité (diphénylméthane, cyclopentadécanolide, ambroxyde, salicylate de benzyle) et des solvants  pratiquement inodores avec de très basses pressions de vapeur (benzoate de benzyle, phtalate de diéthyle, citrate de triéthyle).